# إيتالو ماتيولي
إيتالو ماتيولي (بالإيطالية: Italo Mattioli)‏ هو لاعب كرة قدم إيطالي في مركز الهجوم، ولد في 17 أبريل 1985 في أفيرسا في إيطاليا. لعب مع لاتينا كالتشيو ونادي تارانتو 1927 ونادي ساليرنيتانا ونادي فوجيا ونادي كاتانزارو ونادي لنيانو ونادي ليتشي.